# Мороз (температура)

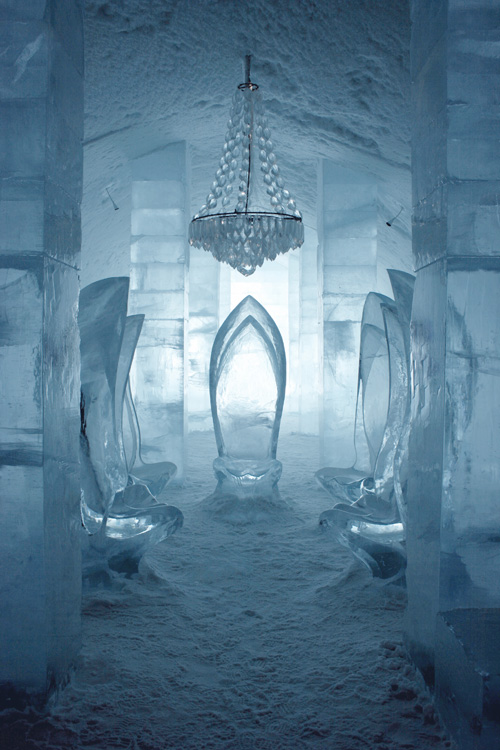

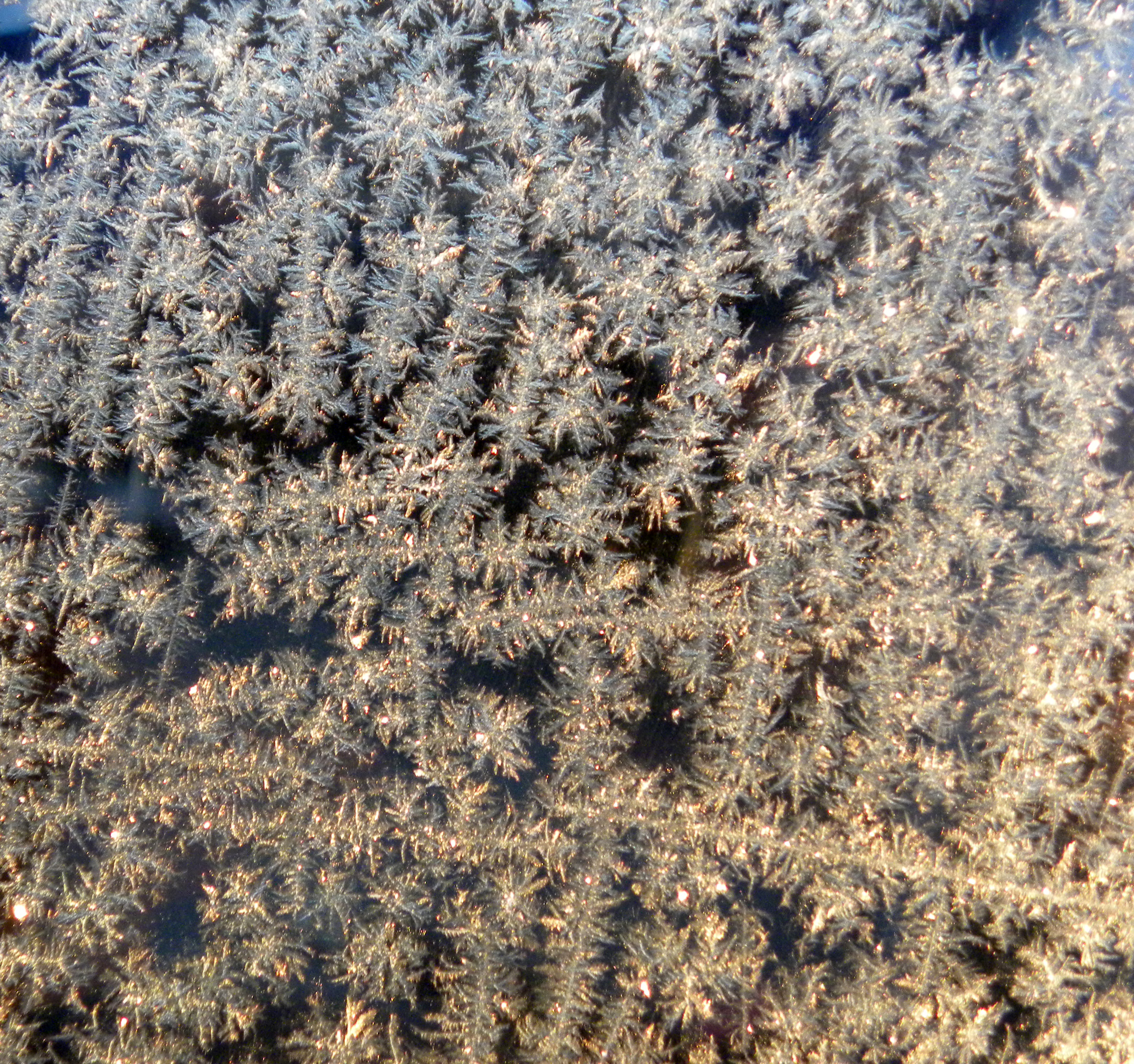

Мороз — температура нижче 0 °C (точка замерзання води) в навколишньому середовищі.
У зонах помірного клімату поширене таке визначення.
- Слабкий мороз: −1…−4 °C (заморозки)
- Помірний мороз: −4…−10 °C
- Сильний мороз: −10…−15 °C
- Дуже сильний мороз: нижче −15 °C

## Морози в Україні
Найнижчі мінімальні температури сягають −42 °C на сході України, на південному заході −28 °C, на Південному березі Криму −17 °C. На розподіл мінімальних температур повітря істотно впливають місцеві умови — наявність річкових долин, улоговин, ущелин, в які опускається і де застоюється холодне повітря. Тому температура повітря на днищі долин може бути нижчою, ніж на схилі, вершині. Небезпечним явищем погоди в Україні є температури, які становлять −10 °C і нижче. Вони зумовлюються надходженням холодного арктичного повітря, яке може поширюватися на всю територію України в разі впливу відрогу Сибірського антициклону. Найбільше число днів з температурами −10 °C і нижче на північному сході України, а у Закарпатті та на Південному березі Криму така температура буває не щороку.
Морозонебезпечними є північні й гірські райони України. Для цих районів тривалість безморозного періоду становить 160 днів, на півдні він збільшується до 250 днів, а у теплі роки — до 270 днів.